# Kazunari Koizumi
Kazunari Koizuma (jap. 小泉 和也, Koizuma Kazunari; * 10. November 1993 in Tomakomai, Hokkaidō) ist ein japanischer Eishockeyspieler, der seit 2016 bei den Nippon Paper Cranes aus der Asia League Ice Hockey unter Vertrag steht.

## Karriere
Kazunari Koizuma begann seine Karriere als Eishockeyspieler während seiner Zeit an der Chūō-Universität, in deren Hochschulmannschaft aktiv war. Seit 2016 spielt er für die Nippon Paper Cranes in der Asia League Ice Hockey.

### International
Für Japan nahm Koizuma bereits am IIHF Challenge Cup of Asia 2012, bei dem das Team hinter den russischen MHL Red Stars die Silbermedaille gewinnen konnte, teil. Im Folgejahr spielte er mit den japanischen Junioren bei der U20-Weltmeisterschaft 2013 in der Division II. Zudem vertrat er das Land der aufgehenden Sonne bei den Winter-Universiaden 2013 im Trentino und 2015 in Granada.
Sein Debüt in der Herren-Nationalmannschaft gab Koizuma bei der Weltmeisterschaft 2017, bei der seine Mannschaft in der Gruppe B der Division I antrat.

## Erfolge und Auszeichnungen
- 2013 Aufstieg in die Division I, Gruppe B, bei der U20-Junioren-Weltmeisterschaft der Division II, Gruppe A

## Asia-League-Statistik
(Stand: Ende der Saison 2019/20)